# 幸运52
《幸运52》是中国中央电视台经济频道的一项娱乐性节目，主持人为李咏。开播于1998年11月，该节目以英国大型娱乐博彩节目GOBINGO为原型改編，因经济频道改版，最後一集於2008年10月25日播出后停播。

## 特点
- 3名选手参赛，都来自民间，分别着红，蓝，黄，三色服装，且观众也着这三色服饰，表示支持某一方。穿某色服饰的选手最后获胜，着相同颜色的观众都有奖品。

## 竞赛方式
根据该节目的发展，其比赛项目不断变化，以下根据时间顺序列出出现过的项目。
2002-2007年6月1日，比赛分5环节
- 幸运抢答：共5题，均为描述题（请在我的描述中抢答出这是......）随时可以抢答，答对获得一枚商标，答错不会倒扣商标并可继续抢答
- 幸运超市：选手有20秒时间竞猜一件商品的价格，答对一件获得一枚商标，并且获得该商品
- 争分夺秒：2004年开始的环节。选手在60秒内完成10问快问快答即告成功，获得两枚商标（有时会减少到8题或换成其他环节）
- 幸运搭档：两人参加，一位是比赛选手，另一位作为其搭档。一人背对大屏幕，另一人根据屏幕上显示的词组（分为2组，对应奖励不同）用动作或语言提示对方，直到对方猜对词组。提示着说出词组的任意一字都算无效。词组可以跳过，在60秒内猜对4个则获胜。选手获得一枚商标，搭档可以获得与词组奖励相同价值的奖品。
- 幸运考场：节目最后环节，3位选手开始抢答，答对获得一枚商标，答错不扣商标，直到任何一人达到10枚商标
  - 智力陷阱：任何一人达到9枚商标时解锁，共4题，均为四选一选择题。其他两位选手商量选择其中一题给该选手作答，答对該選手直接获胜；答错其他两位选手每人获得一枚商标，继续抢答直至有人获得10枚商标。智力陷阱在整场比赛只会出现一次。
- 百宝箱：观众互动环节，根据需要会有不同规则，最高奖金在1000-2000元之间
- 幸运擂台：当期获胜选手作为攻擂者与上期擂主（守擂者）进行指定答题PK，攻擂者首先给守擂者选题，之后守擂者给攻擂者选题，以此类推。每组题有5道题，答对问题自己获得一枚商标，反之对方获得一枚商标。题型位三选一，四选一或五选一。每位选手有一次放弃作答的机会，当选手认为不知道答案时可随时使用，但是选题权转让给对方。任何一人到达6枚商标即算获胜，并可继续守擂直至被打败。
  - 如果比赛出现5：5时，当时的选题者有两种选择：继续答题或者抢答。继续答题则延续之前规则，如果抢答两人将一题定胜负，抢到答对即算获胜，反之对方获胜。抢答题为是非题或二选一问题。

- 幸運課堂（2007年6月1日至2008年2月17日）
  - 形式類似《係咪小兒科》。參賽者需回答9道小學程度題目，每答對一題，獎金增加1,000人民幣。參賽者可用「參考」（参考小学生的答案）、「借用」（直接使用小学生的答案）及「雙保險」（自己答错小学生答对）獲得小學生幫助，但若在幫助下答對題目，將不會獲得該題獎金。參賽者可隨時退出並取走當時已達獎金。若答錯題目，遊戲終止，參賽者將不會得到任何獎金。若完成全部9道題目，可進入「畢業大考」，成功通過大考則可獲得3萬人民幣獎金。
  - 2007年8月24日起，獎金計算方法改變。參賽者每答對一題，可得到相應的獎金。後來「畢業大考」前的題目增至10道。（見下表）

| 答對問題數（較早版本） | 答對問題數（較早版本） | 1    | 2      | 3      | 4      | 5      | 6      | 7       | 8       | 9       | 畢業大考 |
| 答對問題數（較後版本） | 1                      | 2    | 3      | 4      | 5      | 6      | 7      | 8       | 9       | 10      | 畢業大考 |
| ---------------------- | ---------------------- | ---- | ------ | ------ | ------ | ------ | ------ | ------- | ------- | ------- | -------- |
| 獎金 （人民幣）        | ¥500                   | ¥800 | ¥1,500 | ¥3,000 | ¥4,500 | ¥6,000 | ¥8,000 | ¥10,000 | ¥12,000 | ¥15,000 | ¥30,000  |

- - 2008年1月起，參賽者的表現改以分數計算，有如學校內的考試，參賽者的滿分為100分，每答對一題可得10分。參賽者須至少答對6題，也就是至少得到60分才能「及格」。
- 幸運箱（2007年6月1日至8月17日）
  - 12位模特兒各持一幸運箱，每幸運箱裝有價值1至500人民幣（後改為1至300人民幣）的學習用品，然後根據參賽者於「幸運課堂」答對題目的數目，打開相同數目的幸運箱，而裝有最高及最低金額的幸運箱會一直保留到最後。參賽者再於剩餘幸運箱選取其一作為現場觀眾獎品。所以參賽者答對題目愈多，選中高金額幸運箱之機會愈大。电视机前的观众参与官网幸运箱游戏也有机会获得奖品。該遊戲採用了《一擲千金》美國版的音效。

- 誰家更聰明（2008年2月24日至10月25日）
  - 形式類似《Family Feud》。每集有兩個家庭參賽，經過多個環節的比賽後，勝出的家庭可進入最後環節。出现的所有游戏如下
- 第一轮
  - 玩法一：一名成员在旁边吹指定装置，当装置显示绿灯则进行答题，100秒内说出10个指定答案。用时最短者获得积分
  - 玩法二：动词接龙，所有参赛者做成一排，进行接龙游戏
    - 李咏：3，2，1，走 所有选手：请你跟我这样做 选手一：巧克力 选手二：你吃的，电视机 选手三：我看的，手机 选手四：他买的......
    - 出现以下情况淘汰（如果用词不当，只会收到警告）反应太慢，人称错误

  - 玩法三：你比划我来猜，限时150秒，两人坐在健身器上比划（嘴会吸一个奶嘴防止提示）另一人猜，猜对数量多着获胜
  - 玩法四：限时组词，限时150秒，其中一人用指定字组词，另两人可以帮助他（嘴里有奶嘴防止说出答案），完成指定数量组词及获胜，剩余时间乘以十为该队得分
    - 例题：请用“李”组词 答案：李子，李白，李咏......

  - 玩法五：联想题：每题四个提示，每组派一人出战进行抢答，之后换人继续，正确率高者获胜
- 第二轮
  - 玩法一：每家回答三道题，每人写出答案里的一个字，全员写对且答对加分，任何一人不知道则不得加分。答案字数视当时有多少成员（3或4）
    - 例题：他是广东著名的武学宗师，李连杰，赵文卓都扮演过他。秘技是佛山无影脚。答案：霍元甲

  - 玩法二：两组家庭共答五道题，其他规则同玩法一
- 第三轮
  - 三人组玩法一：大屏幕或者现场演示一种声音（煎鸡蛋，榨汁机等类似声音）选手需要相互传递，猜出这是什么声音，猜对加分，每个家庭两道题（有时第二棒无法搞清状况时，李咏会直接让第一棒给第三棒传递，当然李咏有时也会在旁边捣乱）
  - 三人组玩法二：首先在观众区选取三个人帮助完成，所有人需要带上内有超大声音的耳机传递指定歌词，只有全部传对才能计分，一个人100分。每组三道题
  - 四人组：三位选手每人收到一个字，并用肢体语言表演，第四位选手猜出这是什么词语，每组两道题
- 上述环节除非标明，每答对一题或者获胜一轮获得500分（2008年2月24日至3月16日为1000分）
- 第四轮
  - 玩法一：两队进行抢答，共7题，答对获得1000分，答错对方得分。所有问题为二选一或判断题
  - 玩法二：和玩法一相同，但每道题有不同分值，分别为200，400，600，800，1000，1500，2000分，两队首先抢到答题权（每次抢答口令由李咏决定，可能是“开始”，也有可能是其他象声词）之后选择一题答题，答对获得对应得分，答错分数给对方。如果出现盲目抢答，答题权归对方
  - 玩法三：同玩法二，但问题只有五道，且难度不同。500分判断题，1000分二选一，1200分三选一，1500分四选一，2000分五选一
- 本轮结束后，分数高者进入终极挑战
- 勝出家庭派出兩位成員，其中一人在100秒內回答10道題目，之後另一人在上一人剩餘的時間內回答相同的10道題目。兩人的答案每出現一致的情況，善款會增加2萬人民幣（後增加至5萬，但於最後一集回復至2萬），善款上限原為10萬人民幣，後來先後增至20萬及50萬，但於最後一集回復至20萬。